# Donne rabbino e studiose della Torah
Le donne rabbino sono donne ebree che hanno studiato la Legge ebraica e hanno ricevuto l'ordinazione rabbinica. Le donne rabbino sono importanti nelle denominazioni ebraiche contemporanee, ma il tema delle donne rabbino nell'ebraismo ortodosso è più complesso. Sebbene le donne ortodosse siano state ordinate rabbino, molte delle principali comunità e istituzioni ebraiche ortodosse non accettano questa interpretazione. In un approccio alternativo, altre istituzioni ebraiche ortodosse formano le donne come studiose della Torah per vari ruoli di leadership religiosa ebraica. Questi ruoli comportano tipicamente la formazione di donne come autorità religiose nella Legge ebraica, ma senza un'ordinazione rabbinica formale, utilizzando invece titoli alternativi. Tuttavia, nonostante l'alterazione del titolo, queste donne sono spesso percepite come equivalenti ai rabbini ordinati. Dagli anni '70, oltre 1.200 donne ebree sono state ordinate rabbini.
Nonostante i primi esempi nella tradizione ebraica, per gran parte della storia ebraica il ruolo di rabbino, predicatore e studioso della Torah è stato quasi esclusivamente limitato agli uomini ebrei. Con poche e rare eccezioni storiche, alle donne ebree è stata offerta per la prima volta la possibilità di essere ordinate a partire dagli anni '20, ma solo negli anni '70 questa possibilità è stata ampiamente accettata. I primi sforzi per ordinare le donne risalgono alla fine del XIX e all'inizio del XX secolo. Una piccola schiera di donne è registrata come candidata all'ordinazione, ma alla fine l'ordinazione fu negata a quasi tutte. Negli anni Trenta, Regina Jonas, in Germania, fu il primo caso registrato di donna ebrea in epoca moderna a ricevere l'ordinazione rabbinica formale. I decenni successivi videro campagne guidate da donne all'interno dell'ebraismo riformato per il riconoscimento delle donne rabbino. Queste campagne coincisero anche con l'influenza del femminismo di seconda ondata sulla società occidentale. Questi sforzi culminarono con l'ordinazione di Sally Priesand nel 1972 all'Hebrew Union College, l'istituzione di punta dell'ebraismo riformato. In seguito, le donne rabbino sono state ordinate da tutti gli altri rami dell'ebraismo progressivo. L'ordinazione formale di donne rabbino nell'ebraismo ortodosso è iniziata negli anni 2000, ma la sua accettazione all'interno dell'ortodossia è ancora una questione molto controversa. Tuttavia, all'inizio degli anni 2020, lo Stato di Israele ha approvato una legislazione che consente a tutte le donne ebree di qualificarsi per gli esami rabbinici statali, dando di fatto alle donne ortodosse una credenziale equivalente a quella dei rabbini maschi; tuttavia, l'uso di questa credenziale è limitato ad alcuni ruoli rabbinici.

## Nella Bibbia e nel Talmud

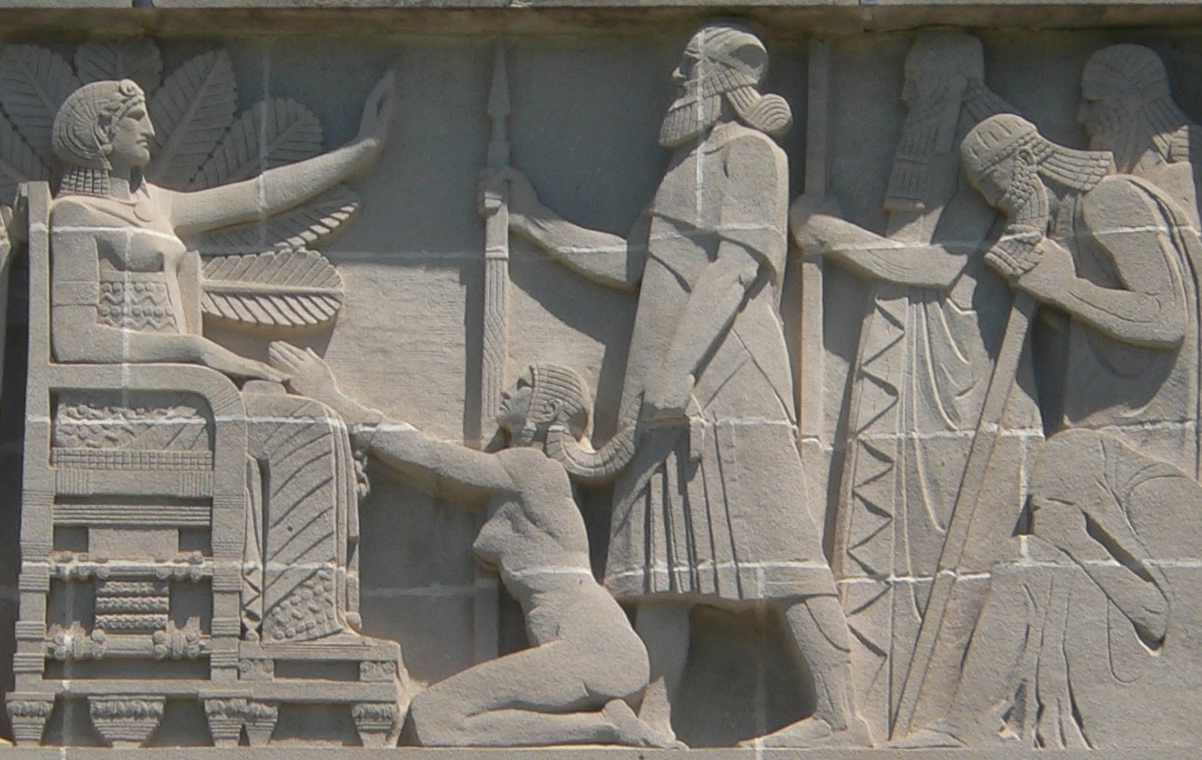
Murale che raffigura Deborah in veste di giudice

Questa visione delle antiche donne ebraiche sembra cambiare nei libri successivi della Bibbia. La figura biblica di Deborah, la profetessa, è descritta come giudice (Giudici 4-5). Secondo alcune fonti rabbiniche tradizionali, la funzione giudiziaria di Deborah riguardava soprattutto la legge religiosa. Secondo questa visione, Deborah fu la prima autorità giuridica religiosa femminile del giudaismo, equivalente alla funzione rabbinica contemporanea di posek (decidente rabbinico della legge ebraica). Altre fonti rabbiniche interpretano la storia biblica di Deborah nel senso che il suo ruolo era solo quello di leader nazionale e non di autorità legale. Nelle leggende talmudiche, le donne sono spesso escluse dal progetto di interpretazione rabbinica e dal processo decisionale legale. Tuttavia, la figura talmudica di Bruriah (moglie di Rabbi Meir) è descritta come partecipante ai dibattiti giuridici ebraici, sfidando i rabbini dell'epoca. Oltre a Bruriah, un'altra donna talmudica, Yalta (moglie di Rav Nachman e figlia dell'Esilarca) è nota per la sua erudizione.

## Tempi moderni
La possibilità che le donne rabbino siano accettate dalla maggioranza è iniziata alla fine del XIX secolo. Un rapporto del 1871 sulla carriera iniziale di Susanna Rubinstein indicava la sua erudizione come un'indicazione della possibilità di avere donne rabbino. Al Congresso delle donne ebree del 1893, alcuni oratori chiesero che le donne fossero ordinate rabbini. Negli anni Novanta del XIX secolo, una giovane donna di nome Ray Frank, che viveva alla frontiera americana, assunse un ruolo di guida religiosa, pronunciando sermoni, tenendo conferenze pubbliche e leggendo le Scritture. La stampa ebraica americana la definì un rabbino donna, ma lei apparentemente evitò di rivendicare tale titolo. Nel 1904, il Consiglio nazionale delle donne ebree di New York annunciò che Henrietta Szold avrebbe proseguito gli studi rabbinici, ma che non avrebbe ricevuto un diploma al termine. Nel 1908, la signora Anna G. Abelson di Akron, Ohio, assunse il ruolo di rabbino in assenza del marito. Nel 1920, Martha Neumark fu ammessa all'Hebrew Union College (HUC) dell'ebraismo riformato. Si dice che abbia anche guidato le funzioni in una congregazione di Frankfort, nel Michigan. La sua ammissione al programma rabbinico dell'HUC portò a una risoluzione del 1922 della Conferenza centrale dei rabbini americani (CCAR) che permetteva l'ordinazione delle donne; tuttavia, nel 1923, il consiglio di amministrazione dell'Hebrew Union College votò per proibire l'ordinazione delle donne. Neumark si ritirò dal programma rabbinico dopo aver completato sette dei nove anni richiesti. Sally Priesand è stata la prima donna rabbino ordinata formalmente nell'ebraismo riformato nel 1972. Da allora, l'Hebrew Union College of Reform Judaism ha ordinato centinaia di donne rabbino.

## Televisione e cinema
I rabbini appaiono in diversi programmi televisivi, tra cui:
- Transparent (2014-2017) - nella serie e nel successivo film del 2019, Kathryn Hahn interpreta il ruolo della rabbina Raquel Fein. Fein è un personaggio straordinario della serie, descritto come una persona a tutto tondo il cui lavoro, come scrivere un sermone per la Pesach mentre si cammina nei boschi, si riferisce alle esperienze dei rabbini della vita reale.

Nel film di Adam Sandler l'avvio al Bar Nizba è curata da una rabbina donna.

## Galería de imágenes
Primeros recortes de prensa sobre futuras mujeres rabinas